# Scincosaurus crassus
Lo scincosauro (Scincosaurus crassus) è un anfibio estinto, appartenente ai lepospondili. Visse nel Carbonifero superiore (Pennsylvaniano, circa 310 milioni di anni fa) e i suoi resti fossili sono stati ritrovati in Europa.

## Descrizione
Questo animale era lungo poco più di 20 centimetri, e possedeva un corpo simile a quello di una lucertola. Il cranio era piuttosto piccolo se rapportato alle dimensioni del corpo. Il corpo, benché allungato, era formato da un numero di vertebre contenuto (circa 20) se confrontato con quello di altri lepospondili (ad esempio il microsauro Microbrachis, con 40 vertebre presacrali). Le clavicole e l'interclavicola erano molto robuste, così come le zampe e la pelvi. La coda era estremamente allungata ma sprovvista di archi emali.

## Classificazione
Scincosaurus è un rappresentante dei nectridei, un gruppo di anfibi lepospondili caratteristici del Carbonifero e del Permiano, che in alcuni casi svilupparono crani piatti ed eccezionalmente larghi. Scincosaurus, assieme all'affine Sauravus, fa parte della famiglia degli scincosauridi, una famiglia di nectridei dalle abitudini presumibilmente terrestri e dotati di forti zampe. Scincosaurus è un genere enigmatico, poiché mostra un misto tra caratteri primitivi (la presenza di un forame entepicondilare, unico fra i nectridei) ed evoluti (mancanza di postparietale e sopratemporale).

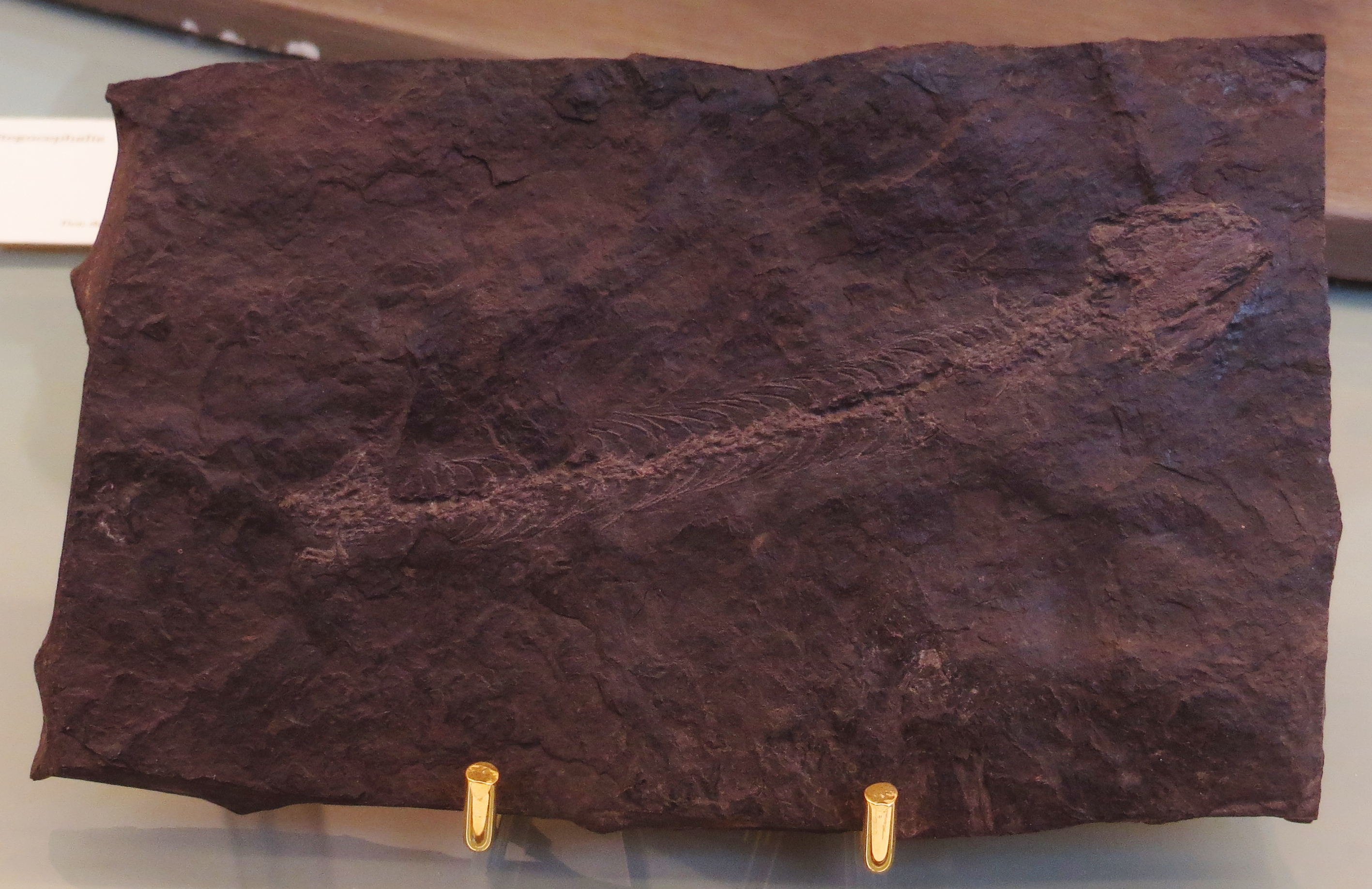
Fossile di Scincosaurus crassus

Scincosaurus crassus è stato descritto per la prima volta da Fritsch nel 1876, e i suoi resti fossili sono noti principalmente nel giacimento di Nýřany, in Repubblica Ceca. Un altro fossile della stessa specie è stato ritrovato in Francia.

## Paleobiologia

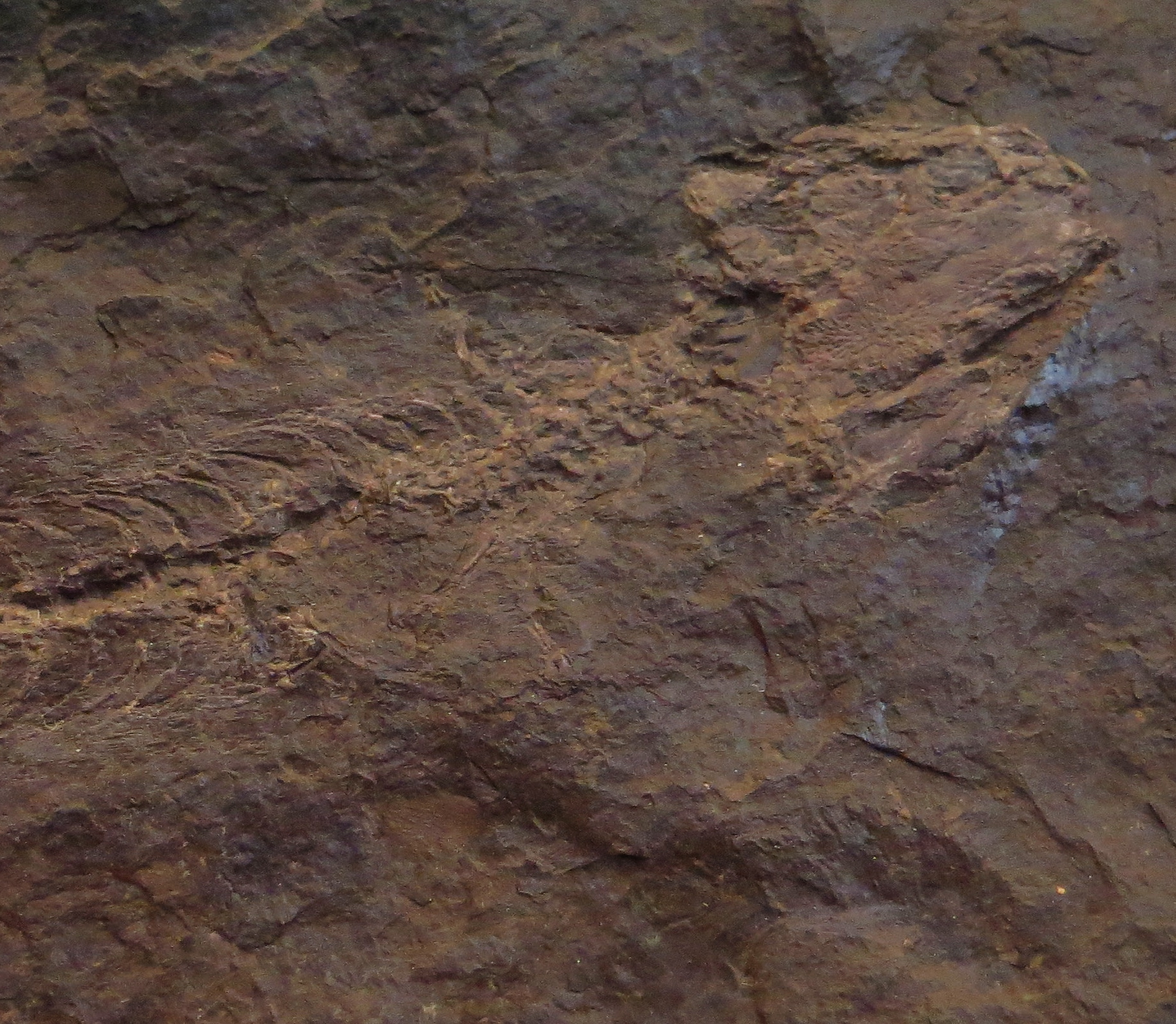
Particolare di un fossile di Scincosaurus crassus

Le robuste zampe, la lunga coda pesante e la generale morfologia dello scheletro indicano che Scincosaurus era un animale terrestre, al contrario della maggior parte degli altri nectridei, tipicamente acquatici.